# سیب‌زمینی سرخ‌کرده
سیب‌زمینی سرخ‌کرده یا سیب‌زمینی سرخ‌شده خوراکی‌ای است که از خلال‌های سیب‌زمینی که به شکل نوارهای باریک درآمده‌اند درست می‌شود.
تاریخچه سیب‌زمینی سرخ کرده به کشور بلژیک برمی‌گردد اما از آنجایی که سربازان آمریکایی این نوع از سیب‌زمینی را در قسمت فرانسوی زبان بلژیک برای اولین بار امتحان کردند، نام آن را سیب‌زمینی فرانسوی (فرنچ فرایز) گذاشته‌اند. سیب‌زمینی سرخ‌کرده می‌تواند حاوی مقدار زیادی چربی باشد که این امر احتمال ابتلا به سرطان را افزایش می‌دهد و می‌تواند منجر به اضافه وزن و بالا رفتن کلسترول خون شود.

## نگارخانه

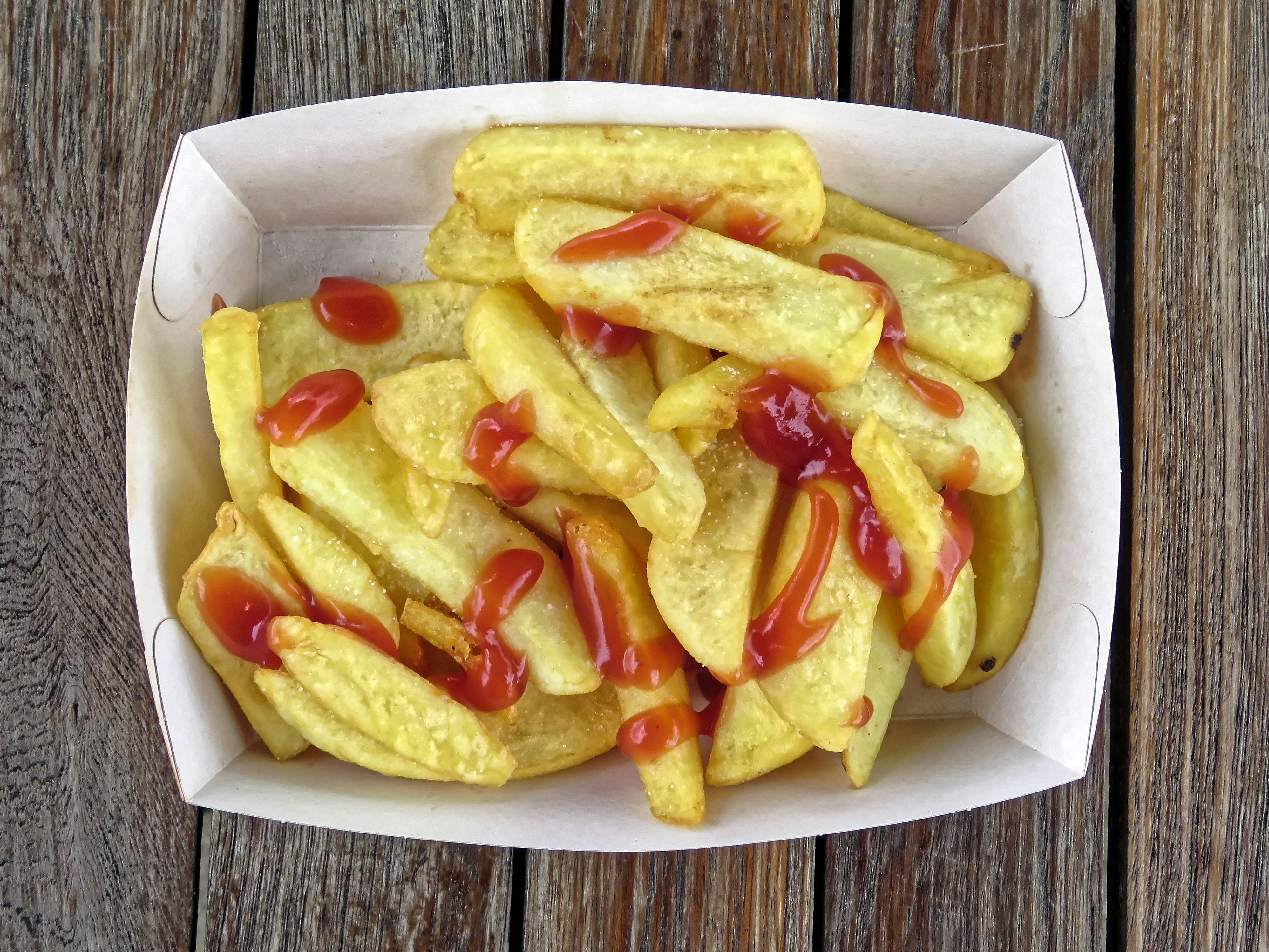
سیب‌زمینی سرخ‌شده با سس در رستورانی در لندن
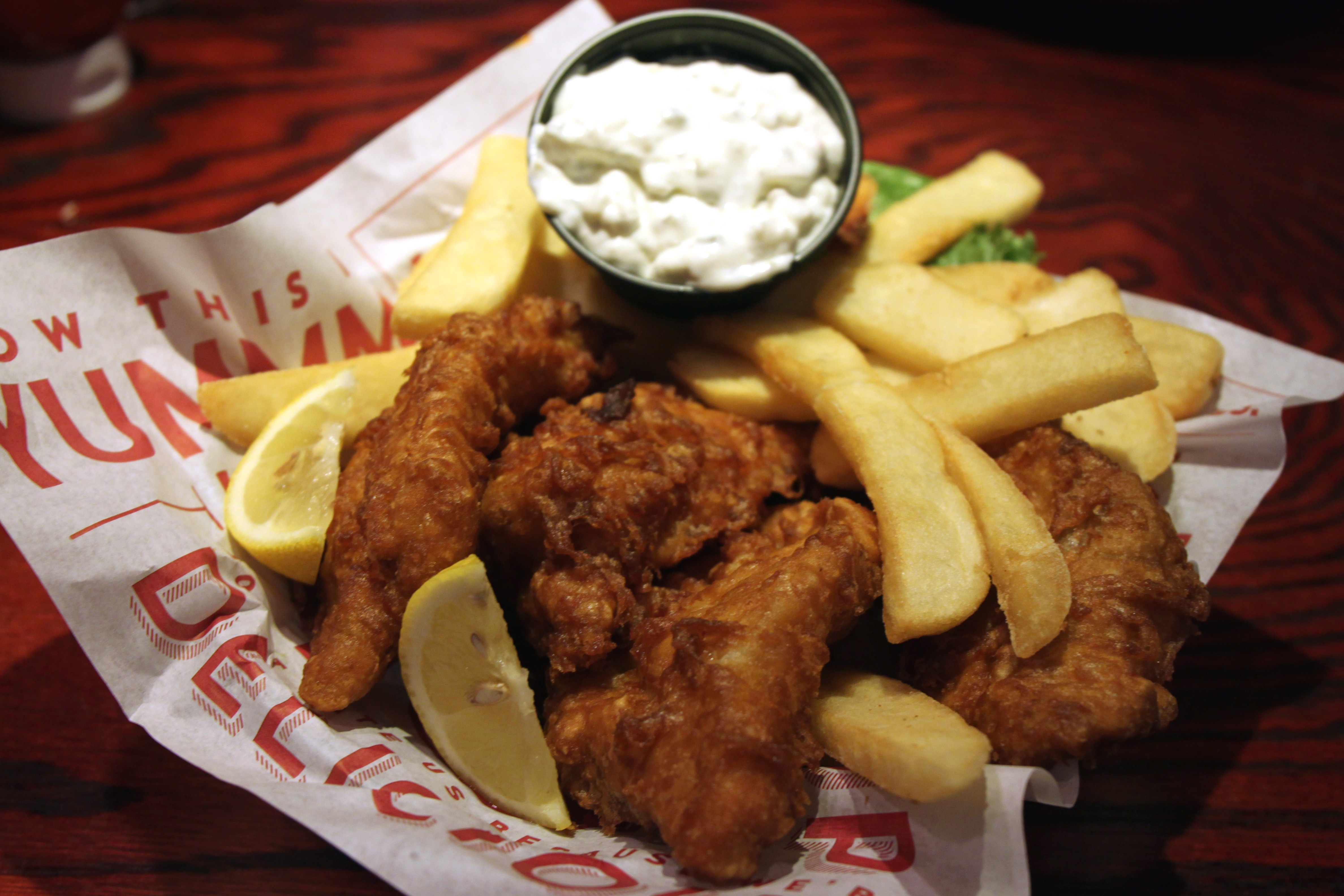
سیب‌زمینی سرخ‌شده با ماهی
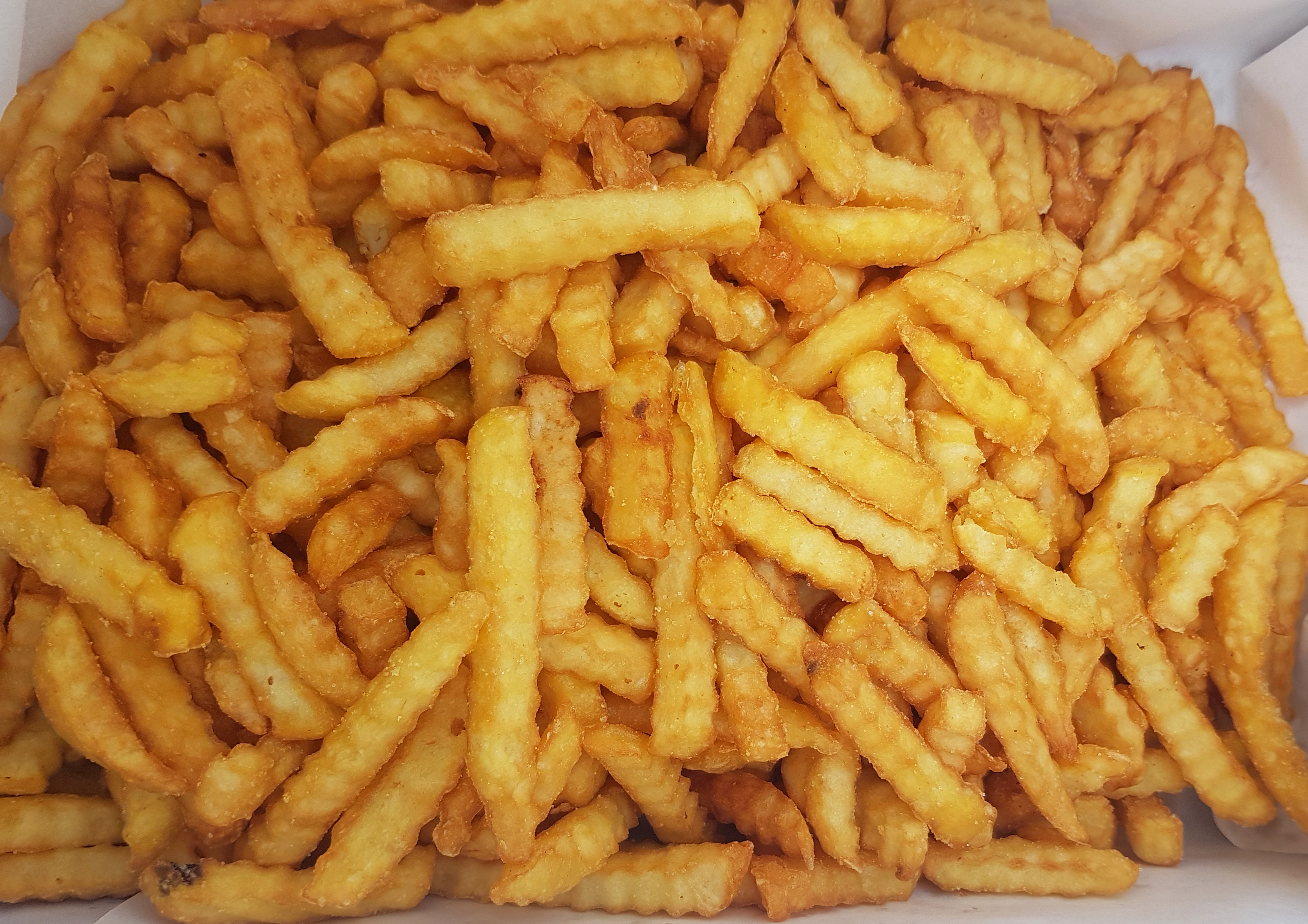
سیب‌زمینی سرخ‌شده